# ВЕЦ „Тъжа“
ВЕЦ „Тъжа“ е водноелектрическа централа, разположена при село Тъжа, в община Павел баня, област Стара Загора.
Подготовката за изграждане на централата започва през 1939 година от базирания в Габрово Воден синдикат „Грамада“. Строителните работи започват след Втората световна война, но са прекъснати заради усложнения с геоложките условия на терена. Пусната е в експлоатация през 1951 година.
ВЕЦ „Тъжа“ използва води на реките Тъжа и Бабка на терен с площ 760 m². Разполага с водохранилище с площ 25 458 m² и напор 150 метра. Има капацитет за производство на електричество 4,9 MW. Разполага с 3 турбини тип „Францис“ с хоризонтална ос и сътветна мощност 2450 kW, 1265 kW и 1265 kW.
Централата има разрешение за ползване на водно количество до 4000 л/сек от дневен изравнителен басейн с общ обем 40 000 m3 Водохранилищата и деривационните канали на ВЕЦ Тъжа попадат в територията на Национален парк „Централен Балкан“.